# Pontania collactanea
Pontania collactanea är en stekelart som först beskrevs av Förster 1854.  Pontania collactanea ingår i släktet Pontania, och familjen bladsteklar. Arten är reproducerande i Sverige.